# IC 5253
IC 5253 је лентикуларна галаксија у сазвјежђу Пегаз која се налази на листи објеката дубоког неба у Индекс каталогу.
Деклинација објекта је + 21° 48' 29" а ректасцензија 22h 45m 29,0s. Привидна величина (магнитуда) објекта IC 5253 износи 14,6 а фотографска магнитуда 15,5. Налази се на удаљености од 89,390 милиона парсека од Сунца. IC 5253 је још познат и под ознакама UGC 12180, CGCG 474-27, PGC 69659.